# Desejos S.A.
Desejos S.A. é uma série antológica brasileira produzida pelo Star+. Sob a direção geral de José Alvarenga Jr. e Mariana Youssef, conta com roteiro do diretor em parceria com André Brandt, Martin Bustos e Horacio Convertini baseada na ideia original de Horacio.  A primeira temporada estreou em 27 de março de 2024 no streaming. Conta com atuações de Alejandro Claveaux, Gilda Nomacce, Carol Castro, Isabela Galvão, Fábio Herford e Silvero Pereira nos papeis principais. 

## Enredo
Um certo cliente, seduzido por desejos ardentes que transcendiam a lógica, decide procurar os serviços da Desejos S.A., uma entidade enigmática que prometia satisfazer qualquer pedido sob o lema "O que você quiser, quando quiser". Em troca da realização imediata de seus desejos, além de uma taxa simbólica, ele concordou em cumprir uma contrapartida: auxiliar na realização do desejo de outro cliente quando solicitado. A recusa desta parte crucial do acordo poderia resultar em consequências extremamente severas. À medida que nem todos os desejos são realizados da maneira esperada, uma teia de confusão se desenrola, arrastando os protagonistas para atividades que desafiam suas convicções morais. Enquanto tentam escapar dessa aparente maldição da "corrente dos desejos", eles testemunham o impacto devastador que seus próprios desejos têm na vida dos outros participantes. Determinados a encontrar uma saída desse círculo vicioso, eles se veem obrigados a enfrentar dilemas éticos e confrontar as consequências de seus desejos egoístas.  

## Elenco
- Silvero Pereira como Caco
- Alejandro Claveaux como Josué Camargo
- Pâmela Tomé como Valéria Camargo
- Augusto Zacchi como Leandro Camargo
- Gilda Nomacce como Lucimar Alves
- Carol Castro como Flávia Lima
- Daniel Rocha como Thiago Lima
- Isabela Galvão como Giovanna Santos
- Thais Lago como Maria Santos
- Rocco Pitanga como Guilherme Santos
- Fábio Herford como Henrique Serra
- Marcos Pasquim como Carlos Silva
- Diogo Nogueira como Yaco Silva